# 国民革命军第一一〇军
國民革命軍第一一〇軍是1948年成立的一个军。

## 历史
1948年10月在四川达县成立，隶属第7编练司令部：
- 军长向敏思，副军长孙织天，参谋长贾应华/孟祥武
- 第104师，师长傅秉勋
- 第111师，师长周鉴
- 第140师，师长朱济猛

1949年9月驻昭化。10月移驻贵州桐梓，担负娄山关防务，所属第104师拨第七十二军。1949年11月调四川南川，第111师由第十五兵团直接指挥，在江津遭重创，残部撤退到富顺时被歼，仅第311团一部突围。第140师在大巴山向广汉撤退后被第七十九军截留。1949年12月12月24日军长向敏思率领军部和第311团残部在眉山起义。1950年2月19日，遵照中央军委命令，起义所部3月中旬由四川资阳驻地开华东改造整编，历时两个月，行程6千里，于5月上旬，部队顺利地到达指定地点浙江余杭。在浙江军区领导下，部队经过近半年时间的学习改造，至1950年10月下旬开始整编，士兵分别编入中国人民解放军第二十一军、第二十二军。